# Ивамура, Кадзуо
Кадзуо Ивамура (яп. いわむら かずお, род. 3 апреля 1939, район Адати, Токио, Япония) — японский детский писатель, иллюстратор, автор книжек-картинок. Автор серии книг «14 лесных мышей», изданной тиражом более пятнадцати миллионов на шестнадцати языках.

## Биография
Родился в районе Адати, Токио. Вырос в многодетной семье с шестью братьями и сестрами. В время второй мировой войны в пятилетнем возрасте, его вместе со старшим братом эвакуировали в дом бабушки и дедушки в префектуре Акита. После войны он вернулся в Токио, где семья из восьми человек снимала комнату площадью четырнадцать квадратных метров в районе Сугинами.
Окончил Токийскую столичную среднюю школу Ниси в 1958 году и Токийский университет искусств, факультет изящных искусств, отделение ремесел в 1964 году. В 1975 году, в возрасте 36 лет, он переехал в префектуру Тотиги, где продолжил творческую деятельность занимаясь сельским хозяйством.
Первая книга из серии «14 лесных мышей. Завтрак» была издана в 1983 году.
В 1998 году он открыл музей своих работ и был его директором.
Сотрудничал с Карлом Эриком, автором мирового бестселлера «Очень голодная гусеница», их совместная работа — «Where Are You Going? To See My Friend!»
Серия книг «14 лесных мышей» издана на русском языке в переводе Елены Байбиковой.

## Произведения

### Книги изданные на русском языке
- Ивамура Кадзуо. 14 лесных мышей. Завтрак / пер. с японского Байбикова Елена. — Самокат, 2017. — 40 с. — (14 лесных мышей). — ISBN 978-5-91759-613-6.
- Ивамура Кадзуо. 14 лесных мышей. Переезд / пер. с японского Байбикова Елена. — Самокат, 2017. — 40 с. — (14 лесных мышей). — ISBN 978-5-91759-612-9.
- Ивамура Кадзуо. 14 лесных мышей. Зимний день / пер. с японского Байбикова Елена. — Самокат, 2017. — 40 с. — (14 лесных мышей). — ISBN 978-5-91759-614-3.
- Ивамура Кадзуо. 14 лесных мышей. Пикник / пер. с японского Байбикова Елена. — Самокат, 2018. — 40 с. — (14 лесных мышей). — ISBN 978-5-91759-694-5.
- Ивамура Кадзуо. 14 лесных мышей. Новый год / пер. с японского Байбикова Елена. — Самокат, 2018. — 40 с. — (14 лесных мышей). — ISBN 978-5-91759-762-1.
- Ивамура Кадзуо. 14 лесных мышей. Колыбельная / пер. с японского Байбикова Елена. — Самокат, 2018. — 40 с. — (14 лесных мышей). — ISBN 978-5-91759-697-6.
- Ивамура Кадзуо. 14 лесных мышей. Тыква / пер. с японского Байбикова Елена. — Самокат, 2018. — 40 с. — (14 лесных мышей). — ISBN 978-5-91759-763-8.
- Ивамура Кадзуо. 14 лесных мышей. Стирка / пер. с японского Байбикова Елена. — Самокат, 2018. — 40 с. — (14 лесных мышей). — ISBN 978-5-91759-695-2.
- Ивамура Кадзуо. 14 лесных мышей. Парад грибов / пер. с японского Байбикова Елена. — Самокат, 2019. — 40 с. — (14 лесных мышей). — ISBN 978-5-91759-845-1.
- Ивамура Кадзуо. 14 лесных мышей. Сладкая картошка / пер. с японского Байбикова Елена. — Самокат, 2019. — 40 с. — (14 лесных мышей). — ISBN 978-5-91759-846-8.
- Ивамура Кадзуо. 14 лесных мышей. Стрекозиный пруд / пер. с японского Байбикова Елена. — Самокат, 2019. — 40 с. — (14 лесных мышей). — ISBN 978-5-91759-844-4.
- Ивамура Кадзуо. 14 лесных мышей. Ужин с луной / пер. с японского Байбикова Елена. — Самокат, 2023. — 40 с. — (14 лесных мышей). — ISBN 978-5-00167-496-2.

## Награды
- Премия журнала Nippon с картинками за книгу «14 лесных мышей. Завтрак»
- Премия Shogakukan Art Prize за «14 лесных мышей. Сладкая картошка» и другие.
- Премия Sankei в области детской издательской культуры за книгу «Hitoribocchi no Saishuresha»
- Премия за книгу с картинками издательства Kodansha Publishing Culture Prize за «かんがえるカエルくん»
- 2014 г. — кавалер французского Ордена Искусств и литературы.